# سیارک ۳۴۳۰
سیارک ۳۴۳۰ (به انگلیسی: 3430 Bradfield، نامگذاری:1980TF4) سه هزار و چهارصد و سیمین سیارک کشف شده‌است که در ۹ اکتبر ۱۹۸۰ کشف شد.
قدر مطلق سیارک برابر ۱۲٫۴۰ است.